# Хом'ячок Соколова
Хом'ячо́к Соколова (Cricetulus sokolovi) — вид роду Хом'ячок. Проживає в Монголії та Китаї у напівпустельних місцях. Перші пологи в році відбуваються в середині травня і це дає 2—3 виводки на рік. Величина приплоду 4—9 малят.